# Julie Lescaut
Pour les articles homonymes, voir Lescaut.
Julie Lescaut est une série télévisée policière française en 101 épisodes de 90 minutes, créée par Alexis Lecaye en 1991 et diffusée du 9 janvier 1992 au 23 janvier 2014 sur TF1 et depuis le 12 décembre 2012 sur TF1 Séries Films et sur Série Club (en France), sur TV Breizh, puis rediffusé sur NRJ12 et Chérie25, sur La Une-RTBF (en Belgique), sur RTS Un (en Suisse), sur la TV3 (en Catalogne) et au Québec par le biais de Saint-Pierre et Miquelon la Première.

## Synopsis
Cette série met en scène Julie Lescaut, une femme commissaire de police qui tente de concilier son métier stressant et sa vie de famille.

## Distribution

### Postes
| Saison                    | Saison                    | 1                                                                     | 2                                                                     | 3                                                                     | 4                                                                     | 4                                                                     | 4                                                                     | 4                                                                     | 5                                                                     | 5                                                                     | 5                                                                     | 6                                                                     | 7                                                                     | 8                                                                     | 9                                                                     | 9                                                                     | 10                                                                    | 11                                                                    | 12                                                                    | 12                                                                    | 13                                                                    | 14                                                                    | 14                                                                    | 14                                                                    | 14                                                                    | 15                                                                    | 15                                                         | 16                                                         |
| ------------------------- | ------------------------- | --------------------------------------------------------------------- | --------------------------------------------------------------------- | --------------------------------------------------------------------- | --------------------------------------------------------------------- | --------------------------------------------------------------------- | --------------------------------------------------------------------- | --------------------------------------------------------------------- | --------------------------------------------------------------------- | --------------------------------------------------------------------- | --------------------------------------------------------------------- | --------------------------------------------------------------------- | --------------------------------------------------------------------- | --------------------------------------------------------------------- | --------------------------------------------------------------------- | --------------------------------------------------------------------- | --------------------------------------------------------------------- | --------------------------------------------------------------------- | --------------------------------------------------------------------- | --------------------------------------------------------------------- | --------------------------------------------------------------------- | --------------------------------------------------------------------- | --------------------------------------------------------------------- | --------------------------------------------------------------------- | --------------------------------------------------------------------- | --------------------------------------------------------------------- | ---------------------------------------------------------- | ---------------------------------------------------------- |
| Épisodes                  | Épisodes                  | 1                                                                     | 1-3                                                                   | 1-7                                                                   | 1-2                                                                   | 3                                                                     | 4-5                                                                   | 6                                                                     | 1                                                                     | 2-4                                                                   | 5                                                                     | 1-5                                                                   | 1-3                                                                   | 1-3                                                                   | 1-2                                                                   | 3-8                                                                   | 1-6                                                                   | 1-3                                                                   | 1-3                                                                   | 4-6                                                                   | 1-7                                                                   | 1-2                                                                   | 3                                                                     | 4                                                                     | 5-6                                                                   | 1                                                                     | 2-3                                                        | 1-4                                                        |
| Lieux                     | Lieux                     | Les Clairières                                                        | Les Clairières                                                        | Les Clairières                                                        | Les Clairières                                                        | Les Clairières                                                        | Les Clairières                                                        | Les Clairières                                                        | Les Clairières                                                        | Les Clairières                                                        | Les Clairières                                                        | Les Clairières                                                        | Les Clairières                                                        | Les Clairières                                                        | Les Clairières                                                        | Les Clairières                                                        | Les Clairières                                                        | Les Clairières                                                        | Les Clairières                                                        | Les Clairières                                                        | Les Clairières                                                        | Les Clairières                                                        | Les Clairières                                                        | Les Clairières                                                        | Les Clairières                                                        | Les Clairières                                                        | Les Clairières                                             | Les Clairières                                             |
| Commissaire               | Commissaire               | Commissaire Julie Lescaut (Véronique Genest)                          | Commissaire Julie Lescaut (Véronique Genest)                          | Commissaire Julie Lescaut (Véronique Genest)                          | Commissaire Julie Lescaut (Véronique Genest)                          | Commissaire Julie Lescaut (Véronique Genest)                          | Commissaire Julie Lescaut (Véronique Genest)                          | Commissaire Julie Lescaut (Véronique Genest)                          | Commissaire Julie Lescaut (Véronique Genest)                          | Commissaire Julie Lescaut (Véronique Genest)                          | Commissaire Julie Lescaut (Véronique Genest)                          | Commissaire Julie Lescaut (Véronique Genest)                          | Commissaire Julie Lescaut (Véronique Genest)                          | Commissaire Julie Lescaut (Véronique Genest)                          | Commissaire Julie Lescaut (Véronique Genest)                          | Commissaire Julie Lescaut (Véronique Genest)                          | Commissaire Julie Lescaut (Véronique Genest)                          | Commissaire Julie Lescaut (Véronique Genest)                          | Commissaire Julie Lescaut (Véronique Genest)                          | Commissaire Julie Lescaut (Véronique Genest)                          | Commissaire Julie Lescaut (Véronique Genest)                          | Commissaire Julie Lescaut (Véronique Genest)                          | Commissaire Julie Lescaut (Véronique Genest)                          | Commissaire Julie Lescaut (Véronique Genest)                          | Commissaire Julie Lescaut (Véronique Genest)                          | Commissaire Julie Lescaut (Véronique Genest)                          | Commissaire Julie Lescaut (Véronique Genest)               | Commissaire Julie Lescaut (Véronique Genest)               |
| Équipe Julie Lescaut      | OPJ                       | Inspecteur puis Lieutenant Vincent Motta (Alexis Desseaux)            | Inspecteur puis Lieutenant Vincent Motta (Alexis Desseaux)            | Inspecteur puis Lieutenant Vincent Motta (Alexis Desseaux)            | Inspecteur puis Lieutenant Vincent Motta (Alexis Desseaux)            | Inspecteur puis Lieutenant Vincent Motta (Alexis Desseaux)            | Inspecteur puis Lieutenant Vincent Motta (Alexis Desseaux)            | Inspecteur puis Lieutenant Vincent Motta (Alexis Desseaux)            | Inspecteur puis Lieutenant Vincent Motta (Alexis Desseaux)            | Inspecteur puis Lieutenant Vincent Motta (Alexis Desseaux)            | Inspecteur puis Lieutenant Vincent Motta (Alexis Desseaux)            | Inspecteur puis Lieutenant Vincent Motta (Alexis Desseaux)            | Inspecteur puis Lieutenant Vincent Motta (Alexis Desseaux)            | Inspecteur puis Lieutenant Vincent Motta (Alexis Desseaux)            | Inspecteur puis Lieutenant Vincent Motta (Alexis Desseaux)            | Inspecteur puis Lieutenant Vincent Motta (Alexis Desseaux)            | Inspecteur puis Lieutenant Vincent Motta (Alexis Desseaux)            | Inspecteur puis Lieutenant Vincent Motta (Alexis Desseaux)            | Inspecteur puis Lieutenant Vincent Motta (Alexis Desseaux)            | Inspecteur puis Lieutenant Vincent Motta (Alexis Desseaux)            | Inspecteur puis Lieutenant Vincent Motta (Alexis Desseaux)            | Inspecteur puis Lieutenant Vincent Motta (Alexis Desseaux)            | Inspecteur puis Lieutenant Vincent Motta (Alexis Desseaux)            | Inspecteur puis Lieutenant Vincent Motta (Alexis Desseaux)            | Inspecteur puis Lieutenant Vincent Motta (Alexis Desseaux)            | Inspecteur puis Lieutenant Vincent Motta (Alexis Desseaux)            | Inspecteur puis Lieutenant Vincent Motta (Alexis Desseaux) | Inspecteur puis Lieutenant Vincent Motta (Alexis Desseaux) |
| Équipe Julie Lescaut      | OPJ                       | Inspecteur puis Lieutenant puis Capitaine Justin N'Guma (Mouss Diouf) | Inspecteur puis Lieutenant puis Capitaine Justin N'Guma (Mouss Diouf) | Inspecteur puis Lieutenant puis Capitaine Justin N'Guma (Mouss Diouf) | Inspecteur puis Lieutenant puis Capitaine Justin N'Guma (Mouss Diouf) | Inspecteur puis Lieutenant puis Capitaine Justin N'Guma (Mouss Diouf) | Inspecteur puis Lieutenant puis Capitaine Justin N'Guma (Mouss Diouf) | Inspecteur puis Lieutenant puis Capitaine Justin N'Guma (Mouss Diouf) | Inspecteur puis Lieutenant puis Capitaine Justin N'Guma (Mouss Diouf) | Inspecteur puis Lieutenant puis Capitaine Justin N'Guma (Mouss Diouf) | Inspecteur puis Lieutenant puis Capitaine Justin N'Guma (Mouss Diouf) | Inspecteur puis Lieutenant puis Capitaine Justin N'Guma (Mouss Diouf) | Inspecteur puis Lieutenant puis Capitaine Justin N'Guma (Mouss Diouf) | Inspecteur puis Lieutenant puis Capitaine Justin N'Guma (Mouss Diouf) | Inspecteur puis Lieutenant puis Capitaine Justin N'Guma (Mouss Diouf) | Inspecteur puis Lieutenant puis Capitaine Justin N'Guma (Mouss Diouf) | Inspecteur puis Lieutenant puis Capitaine Justin N'Guma (Mouss Diouf) | Inspecteur puis Lieutenant puis Capitaine Justin N'Guma (Mouss Diouf) | Inspecteur puis Lieutenant puis Capitaine Justin N'Guma (Mouss Diouf) | Inspecteur puis Lieutenant puis Capitaine Justin N'Guma (Mouss Diouf) | Inspecteur puis Lieutenant puis Capitaine Justin N'Guma (Mouss Diouf) | Inspecteur puis Lieutenant puis Capitaine Justin N'Guma (Mouss Diouf) | Inspecteur puis Lieutenant puis Capitaine Justin N'Guma (Mouss Diouf) | Inspecteur puis Lieutenant puis Capitaine Justin N'Guma (Mouss Diouf) | Inspecteur puis Lieutenant puis Capitaine Justin N'Guma (Mouss Diouf) | Inspecteur puis Lieutenant puis Capitaine Justin N'Guma (Mouss Diouf) | Lieutenant Ségal (Julien Cigana)                           | Lieutenant Ségal (Julien Cigana)                           |
| Équipe Julie Lescaut      | OPJ                       | Inspecteur Jean-Marie Tremois (Jérôme Anger)                          | Inspecteur Jean-Marie Tremois (Jérôme Anger)                          | Inspecteur Jean-Marie Tremois (Jérôme Anger)                          | Inspecteur Jean-Marie Tremois (Jérôme Anger)                          | Inspecteur Jean-Marie Tremois (Jérôme Anger)                          | Inspecteur Jean-Marie Tremois (Jérôme Anger)                          | Inspecteur puis Lieutenant David Kaplan (Renaud Marx)                 | Inspecteur puis Lieutenant David Kaplan (Renaud Marx)                 | Inspecteur puis Lieutenant David Kaplan (Renaud Marx)                 | Inspecteur puis Lieutenant David Kaplan (Renaud Marx)                 | Inspecteur puis Lieutenant David Kaplan (Renaud Marx)                 | Inspecteur puis Lieutenant David Kaplan (Renaud Marx)                 | Inspecteur puis Lieutenant David Kaplan (Renaud Marx)                 | Inspecteur puis Lieutenant David Kaplan (Renaud Marx)                 | Inspecteur puis Lieutenant David Kaplan (Renaud Marx)                 | Inspecteur puis Lieutenant David Kaplan (Renaud Marx)                 | Inspecteur puis Lieutenant David Kaplan (Renaud Marx)                 | Inspecteur puis Lieutenant David Kaplan (Renaud Marx)                 | Inspecteur puis Lieutenant David Kaplan (Renaud Marx)                 | Inspecteur puis Lieutenant David Kaplan (Renaud Marx)                 | Inspecteur puis Lieutenant David Kaplan (Renaud Marx)                 | Lieutenant Yann Guélec (Nicolas Villena)                              | Lieutenant Vincent Gautier (Richaud Valls)                            | —                                                                     | —                                                                     | —                                                          | —                                                          |
| Équipe Julie Lescaut      | OPJ                       | —                                                                     | —                                                                     | —                                                                     | —                                                                     | Inspecteur Christine Delage (Claire Borotra)                          | —                                                                     | —                                                                     | —                                                                     | Inspecteur Céline (Jeanne Marine)                                     | —                                                                     | —                                                                     | Lieutenant Zora Zaouida (Samia Sassi)                                 | Lieutenant Zora Zaouida (Samia Sassi)                                 | Lieutenant Zora Zaouida (Samia Sassi)                                 | Lieutenant Zora Zaouida (Samia Sassi)                                 | Lieutenant Zora Zaouida (Samia Sassi)                                 | Lieutenant Zora Zaouida (Samia Sassi)                                 | Lieutenant Zora Zaouida (Samia Sassi)                                 | Lieutenant Zora Zaouida (Samia Sassi)                                 | Lieutenant Zora Zaouida (Samia Sassi)                                 | Lieutenant Zora Zaouida (Samia Sassi)                                 | Lieutenant Alice Lejeune (Diane Dassigny)                             | Lieutenant Alice Lejeune (Diane Dassigny)                             | Lieutenant Alice Lejeune (Diane Dassigny)                             | Lieutenant Alice Lejeune (Diane Dassigny)                             | Lieutenant Alice Lejeune (Diane Dassigny)                  | Lieutenant Victoire Saint-Gilles (Nadège Beausson-Diagne)  |
| Brigadier-Chef            | Brigadier-Chef            | Brigadier-Chef (Robert Lucibello)                                     | Brigadier-Chef Morel (Bob Martet)                                     | Brigadier-Chef Morel (Bob Martet)                                     | Brigadier-Chef Morel (Bob Martet)                                     | Brigadier-Chef Morel (Bob Martet)                                     | Brigadier-Chef Morel (Bob Martet)                                     | Brigadier-Chef Morel (Bob Martet)                                     | Brigadier-Chef Eric Leveil (Jean-Paul Rouve)                          | Brigadier-Chef Eric Leveil (Jean-Paul Rouve)                          | Brigadier-Chef Eric Leveil (Jean-Paul Rouve)                          | Brigadier-Chef Eric Leveil (Jean-Paul Rouve)                          | Brigadier-Chef Eric Leveil (Jean-Paul Rouve)                          | Brigadier-Chef Eric Leveil (Jean-Paul Rouve)                          | Brigadier-Chef Eric Leveil (Jean-Paul Rouve)                          | Brigadier-Chef Rivet (Vincent Nemeth)                                 | Brigadier-Chef Rivet (Vincent Nemeth)                                 | Brigadier-Chef Rivet (Vincent Nemeth)                                 | Brigadier-Chef Rivet (Vincent Nemeth)                                 | —                                                                     | —                                                                     | —                                                                     | —                                                                     | Brigadier-Chef Christelle Renard (Sophie Artur)                       | Brigadier-Chef Christelle Renard (Sophie Artur)                       | Brigadier-Chef Christelle Renard (Sophie Artur)                       | Brigadier-Chef Christelle Renard (Sophie Artur)            | Brigadier-Chef Christelle Renard (Sophie Artur)            |
| Brigadier                 | Brigadier                 | Agent puis Brigadier Eric Leveil (Jean-Paul Rouve)                    | Agent puis Brigadier Eric Leveil (Jean-Paul Rouve)                    | Agent puis Brigadier Eric Leveil (Jean-Paul Rouve)                    | Agent puis Brigadier Eric Leveil (Jean-Paul Rouve)                    | Agent puis Brigadier Eric Leveil (Jean-Paul Rouve)                    | Agent puis Brigadier Eric Leveil (Jean-Paul Rouve)                    | Agent puis Brigadier Eric Leveil (Jean-Paul Rouve)                    | —                                                                     | —                                                                     | —                                                                     | —                                                                     | —                                                                     | —                                                                     | —                                                                     | —                                                                     | —                                                                     | —                                                                     | —                                                                     | —                                                                     | —                                                                     | —                                                                     | —                                                                     | —                                                                     | —                                                                     | —                                                                     | —                                                          | —                                                          |
| Brigadier                 | Brigadier                 | Agent Sous-Brigadier puis Brigadier Martin Héroux (Pierre Cognon)     |                                                                       |                                                                       |                                                                       |                                                                       |                                                                       |                                                                       |                                                                       |                                                                       |                                                                       |                                                                       |                                                                       |                                                                       |                                                                       |                                                                       |                                                                       |                                                                       |                                                                       |                                                                       |                                                                       |                                                                       |                                                                       |                                                                       |                                                                       |                                                                       |                                                            |                                                            |
| Brigadier                 | Brigadier                 | —                                                                     | —                                                                     | Agent, Sous-Brigadier puis Brigadier Christelle Renard (Sophie Artur) | Agent, Sous-Brigadier puis Brigadier Christelle Renard (Sophie Artur) | Agent, Sous-Brigadier puis Brigadier Christelle Renard (Sophie Artur) | Agent, Sous-Brigadier puis Brigadier Christelle Renard (Sophie Artur) | Agent, Sous-Brigadier puis Brigadier Christelle Renard (Sophie Artur) | Agent, Sous-Brigadier puis Brigadier Christelle Renard (Sophie Artur) | Agent, Sous-Brigadier puis Brigadier Christelle Renard (Sophie Artur) | Agent, Sous-Brigadier puis Brigadier Christelle Renard (Sophie Artur) | Agent, Sous-Brigadier puis Brigadier Christelle Renard (Sophie Artur) | Agent, Sous-Brigadier puis Brigadier Christelle Renard (Sophie Artur) | Agent, Sous-Brigadier puis Brigadier Christelle Renard (Sophie Artur) | Agent, Sous-Brigadier puis Brigadier Christelle Renard (Sophie Artur) | Agent, Sous-Brigadier puis Brigadier Christelle Renard (Sophie Artur) | Agent, Sous-Brigadier puis Brigadier Christelle Renard (Sophie Artur) | Agent, Sous-Brigadier puis Brigadier Christelle Renard (Sophie Artur) | Agent, Sous-Brigadier puis Brigadier Christelle Renard (Sophie Artur) | Agent, Sous-Brigadier puis Brigadier Christelle Renard (Sophie Artur) | Agent, Sous-Brigadier puis Brigadier Christelle Renard (Sophie Artur) | Agent, Sous-Brigadier puis Brigadier Christelle Renard (Sophie Artur) | Agent, Sous-Brigadier puis Brigadier Christelle Renard (Sophie Artur) | —                                                                     | —                                                                     | —                                                                     | —                                                          | —                                                          |
| Commissaire divisionnaire | Commissaire divisionnaire | Commissaire divisionnaire Leture (Roland Amstutz)                     | Commissaire divisionnaire Leture (Roland Amstutz)                     | Commissaire divisionnaire Leture (Roland Amstutz)                     | Commissaire divisionnaire Leture (Roland Amstutz)                     | Commissaire divisionnaire Leture (Roland Amstutz)                     | Commissaire divisionnaire Leture (Roland Amstutz)                     | Commissaire divisionnaire Leture (Roland Amstutz)                     | Commissaire divisionnaire Alain Darzac (Patrick Rocca)                | Commissaire divisionnaire Alain Darzac (Patrick Rocca)                | Commissaire divisionnaire Alain Darzac (Patrick Rocca)                | Commissaire divisionnaire Alain Darzac (Patrick Rocca)                | Commissaire divisionnaire Alain Darzac (Patrick Rocca)                | Commissaire divisionnaire Alain Darzac (Patrick Rocca)                | Commissaire divisionnaire Alain Darzac (Patrick Rocca)                | Commissaire divisionnaire Alain Darzac (Patrick Rocca)                | Commissaire divisionnaire Alain Darzac (Patrick Rocca)                | Commissaire divisionnaire Alain Darzac (Patrick Rocca)                | Commissaire divisionnaire Alain Darzac (Patrick Rocca)                | Commissaire divisionnaire Alain Darzac (Patrick Rocca)                | Commissaire divisionnaire Alain Darzac (Patrick Rocca)                | Commissaire divisionnaire Alain Darzac (Patrick Rocca)                | Commissaire divisionnaire Alain Darzac (Patrick Rocca)                | Commissaire divisionnaire Alain Darzac (Patrick Rocca)                | Commissaire divisionnaire Alain Darzac (Patrick Rocca)                | Commissaire divisionnaire Alain Darzac (Patrick Rocca)                | Commissaire divisionnaire Alain Darzac (Patrick Rocca)     | Commissaire divisionnaire Alain Darzac (Patrick Rocca)     |
| Médecin légiste           | Médecin légiste           | Médecin légiste (Gilles Détroit)                                      | Médecin légiste (Gilles Détroit)                                      | Médecin légiste (Gilles Détroit)                                      | Médecin légiste (Laurent Spielvogel)                                  | Médecin légiste (Laurent Spielvogel)                                  | Médecin légiste (Laurent Spielvogel)                                  | Médecin légiste (Laurent Spielvogel)                                  | Médecin légiste (Laurent Spielvogel)                                  | Médecin légiste (Laurent Spielvogel)                                  | Médecin légiste (Laurent Spielvogel)                                  | Médecin légiste (Laurent Spielvogel)                                  | Médecin légiste (Laurent Spielvogel)                                  | Médecin légiste (Laurent Spielvogel)                                  | Docteur François (Paul Allio)                                         | Docteur François (Paul Allio)                                         | Docteur François (Paul Allio)                                         | Docteur François (Paul Allio)                                         | Docteur François (Paul Allio)                                         | Docteur François (Paul Allio)                                         | Docteur François (Paul Allio)                                         | Docteur François (Paul Allio)                                         | Docteur François (Paul Allio)                                         | Docteur François (Paul Allio)                                         | Docteur François (Paul Allio)                                         | Docteur François (Paul Allio)                                         | Docteur François (Paul Allio)                              | Docteur François (Paul Allio)                              |
| Procureur                 | Procureur                 | Procureur (Jean-Laurent Cochet)                                       | Procureur (Jean-Laurent Cochet)                                       | Procureur (Jean-Laurent Cochet)                                       | Procureur Vincent Fabre (Claude Brécourt)                             | Procureur Vincent Fabre (Claude Brécourt)                             | Procureur Vincent Fabre (Claude Brécourt)                             | Procureur Vincent Fabre (Claude Brécourt)                             | Procureur Vincent Fabre (Claude Brécourt)                             | Procureur Vincent Fabre (Claude Brécourt)                             | Procureur Vincent Fabre (Claude Brécourt)                             | Procureur Vincent Fabre (Claude Brécourt)                             | Procureur Vincent Fabre (Claude Brécourt)                             | Procureur Vincent Fabre (Claude Brécourt)                             | Procureur Vincent Fabre (Claude Brécourt)                             | Procureur Vincent Fabre (Claude Brécourt)                             | Procureur Vincent Fabre (Claude Brécourt)                             | Procureur Vincent Fabre (Claude Brécourt)                             | Procureur Vincent Fabre (Claude Brécourt)                             | Procureur Vincent Fabre (Claude Brécourt)                             | Procureur Vincent Fabre (Claude Brécourt)                             | Procureur Vincent Fabre (Claude Brécourt)                             | Procureur Vincent Fabre (Claude Brécourt)                             | Procureur Vincent Fabre (Claude Brécourt)                             | Procureur Vincent Fabre (Claude Brécourt)                             | Procureur Vincent Fabre (Claude Brécourt)                             | Procureur Vincent Fabre (Claude Brécourt)                  | Procureur Vincent Fabre (Claude Brécourt)                  |

| Saison                    | Saison                    | 17                                                                     | 17                                                                     | 18                                                                     | 19                                                                     | 20                                                                     | 20                                                                     | 20                                                                     | 21                                                                     | 22                                                                     | 22                                                                     |
| ------------------------- | ------------------------- | ---------------------------------------------------------------------- | ---------------------------------------------------------------------- | ---------------------------------------------------------------------- | ---------------------------------------------------------------------- | ---------------------------------------------------------------------- | ---------------------------------------------------------------------- | ---------------------------------------------------------------------- | ---------------------------------------------------------------------- | ---------------------------------------------------------------------- | ---------------------------------------------------------------------- |
| Épisodes                  | Épisodes                  | 1-2                                                                    | 3-4                                                                    | 1-4                                                                    | 1-3                                                                    | 1-3                                                                    | 4-5                                                                    | 6                                                                      | 1-4                                                                    | 1-2                                                                    | 3-4                                                                    |
| Lieux                     | Lieux                     | Paris                                                                  | Paris                                                                  | Paris                                                                  | Paris                                                                  | Paris                                                                  | Paris                                                                  | Paris                                                                  | Paris                                                                  | Paris                                                                  | Paris                                                                  |
| Commissaire               | Commissaire               | Commissaire puis commandant Julie Lescaut (Véronique Genest)           | Commissaire puis commandant Julie Lescaut (Véronique Genest)           | Commissaire puis commandant Julie Lescaut (Véronique Genest)           | Commissaire puis commandant Julie Lescaut (Véronique Genest)           | Commissaire puis commandant Julie Lescaut (Véronique Genest)           | Commissaire puis commandant Julie Lescaut (Véronique Genest)           | Commissaire puis commandant Julie Lescaut (Véronique Genest)           | Commissaire puis commandant Julie Lescaut (Véronique Genest)           | Commissaire puis commandant Julie Lescaut (Véronique Genest)           | Commissaire puis commandant Julie Lescaut (Véronique Genest)           |
| Équipe Julie Lescaut      | OPJ                       | Lieutenant puis Capitaine Roland Guéthary (Jean-Charles Chagachbanian) | Lieutenant puis Capitaine Roland Guéthary (Jean-Charles Chagachbanian) | Lieutenant puis Capitaine Roland Guéthary (Jean-Charles Chagachbanian) | Lieutenant puis Capitaine Roland Guéthary (Jean-Charles Chagachbanian) | Lieutenant puis Capitaine Roland Guéthary (Jean-Charles Chagachbanian) | Lieutenant puis Capitaine Roland Guéthary (Jean-Charles Chagachbanian) | Lieutenant puis Capitaine Roland Guéthary (Jean-Charles Chagachbanian) | Lieutenant puis Capitaine Roland Guéthary (Jean-Charles Chagachbanian) | Lieutenant puis Capitaine Roland Guéthary (Jean-Charles Chagachbanian) | Lieutenant puis Capitaine Roland Guéthary (Jean-Charles Chagachbanian) |
| Équipe Julie Lescaut      | OPJ                       | Lieutenant Gilles Garnier (Guillaume Gabriel)                          |                                                                        |                                                                        |                                                                        |                                                                        |                                                                        |                                                                        |                                                                        |                                                                        |                                                                        |
| Équipe Julie Lescaut      | OPJ                       | Lieutenant Claire (Isabelle Vitari)                                    | Lieutenant Maud (Sanâa Alaoui)                                         | Lieutenant Kim Samay (Sodadeth San)                                    | Lieutenant Kim Samay (Sodadeth San)                                    | Lieutenant Kim Samay (Sodadeth San)                                    | —                                                                      | Lieutenant Madeleine Mille (Leslie Coutterand)                         | Lieutenant Madeleine Mille (Leslie Coutterand)                         | Lieutenant Madeleine Mille (Leslie Coutterand)                         | Lieutenant Caroline (Charley Fouquet)                                  |
| Autres OPJ                | Autres OPJ                | Commandant Vincent Motta (Alexis Desseaux)                             | Commandant Vincent Motta (Alexis Desseaux)                             | Commandant Vincent Motta (Alexis Desseaux)                             | Commandant Vincent Motta (Alexis Desseaux)                             | Commandant Vincent Motta (Alexis Desseaux)                             | Commandant Vincent Motta (Alexis Desseaux)                             | Commandant Vincent Motta (Alexis Desseaux)                             | Commandant Vincent Motta (Alexis Desseaux)                             | Commandant Vincent Motta (Alexis Desseaux)                             | Commandant Vincent Motta (Alexis Desseaux)                             |
| Commissaire divisionnaire | Commissaire divisionnaire | Commissaire divisionnaire François (Stefan Godin)                      | Commissaire divisionnaire François (Stefan Godin)                      | Commissaire divisionnaire François (Stefan Godin)                      | Commissaire divisionnaire François (Stefan Godin)                      | Commissaire divisionnaire François (Stefan Godin)                      | Commissaire divisionnaire François (Stefan Godin)                      | Commissaire divisionnaire François (Stefan Godin)                      | Commissaire divisionnaire François (Stefan Godin)                      | Commissaire divisionnaire François (Stefan Godin)                      | Commissaire divisionnaire François (Stefan Godin)                      |
| Médecin légiste           | Médecin légiste           | Docteur Audrey (Sandra Valentin)                                       | Docteur Audrey (Sandra Valentin)                                       | Docteur Audrey (Sandra Valentin)                                       | Docteur Audrey (Sandra Valentin)                                       | Docteur Audrey (Sandra Valentin)                                       | Docteur Audrey (Sandra Valentin)                                       | Docteur Audrey (Sandra Valentin)                                       | Docteur Audrey (Sandra Valentin)                                       | —                                                                      | —                                                                      |
| Procureur                 | Procureur                 | —                                                                      | —                                                                      | —                                                                      | —                                                                      | —                                                                      | —                                                                      | —                                                                      | —                                                                      | Procureur (Nicolas Marié)                                              | Procureur (Nicolas Marié)                                              |

### Acteurs principaux

#### Officier de police judiciaire
- Officier de police judiciaire présent dans tous les épisodes ou saisons de la série :
  - Véronique Genest : Commissaire Julie Lescaut (principale saisons 1 à 22)
  - Alexis Desseaux : Inspecteur puis Lieutenant puis Commandant Vincent Motta (principal saisons 1 à 16, récurrent saisons 17 à 22)

- Officier de police judiciaire Les Clairières :
  - Mouss Diouf : Inspecteur puis Lieutenant puis Capitaine Justin N'Guma (principal saisons 1 à 14, récurrent saison 15)
  - Jérôme Anger : Inspecteur Jean-Marie Trémois (principal saisons 1 à 3, récurrent saison 4)
  - Renaud Marx : Inspecteur puis Lieutenant David Kaplan  (récurrent saison 4, principal saisons 5 à 13, récurrent saison 14, invité saison 22)
  - Claire Borotra : Inspecteur Christine Delage (invité saison 4)
  - Jeanne Marine : Inspecteur Céline (récurrente saison 5)
  - Samia Sassi : Inspecteur puis Lieutenant Zora Zaouida (principales saisons 6 à 13, récurrente saison 14, invitée saison 22)
  - Richaud Valls : Lieutenant Vincent Gautier (invité saison 14)
  - Nicolas Villena : Lieutenant Yann Guellec (invité saison 14)
  - Diane Dassigny : Lieutenant Alice Lejeune (récurrente saison 14, principale saison 15)
  - Julien Cigana : Lieutenant Ségal (récurrent saison 15, principal saison 16)
  - Nadège Beausson-Diagne : Lieutenant Victoire Saint-Gilles (récurrente saison 15, principale saison 16)

- Officier de police judiciaire Paris :
  - Jean-Charles Chagachbanian : Lieutenant puis Capitaine Roland Guethary (principal saisons 17 à 22)
  - Guillaume Gabriel : Lieutenant Gilles Garnier (principal saisons 17 à 22)
  - Isabelle Vitari : Lieutenant Claire (récurrente saison 17)
  - Sanâa Alaoui : Lieutenant Maud (récurrente saison 17)
  - Sodadeth San : Lieutenant Kim Samay (principale saisons 18 à 19, récurrente saison 20)
  - Leslie Coutterand : Lieutenant Madeleine Mille (récurrente saison 20, principale saison 21, récurrente saison 22)
  - Charley Fouquet : Lieutenant Caroline (récurrente saison 22)

#### Brigadiers-Chefs
- Brigadiers-Chefs Les Clairières :
  - Robert Lucibello : Brigadier-Chef (principal saison 1)
  - Bob Martet : Brigadier-Chef Morel (principal saisons 2 à 4)
  - Jean-Paul Rouve : Brigadier-Chef Éric Léveil (principal saisons 2 à 8, récurrent saison 9)
  - Vincent Nemeth : Brigadier-Chef Rivet (récurrent saison 9, principal saisons 10 à 11)
  - Sophie Artur : Brigadier-Chef Christelle Renard (principale saisons 14 à 16, invitée saison 22)

#### Brigadiers
- Brigadiers Les Clairières :
  - Jean-Paul Rouve : Agent puis Brigadier Éric Léveil (principal saisons 1 à 4)
  - Pierre Cognon : Agent puis Brigadier Martin Héroux (principal saisons 1 à 16, invité saison 22)
  - Sophie Artur : Agent puis Brigadier Christelle Renard (principale saisons 6 à 13, invitée saison 22)

#### Commissaires divisionnaires
- Commissaires divisionnaires Les Clairières :
  - Roland Amstutz : Commissaire Divisionnaire Leturc (principal saisons 1 à 4)
  - Patrick Rocca : Commissaire Divisionnaire Alain Darzac (principal saisons 5 à 16)
  - Patrice Melennec : Commissaire Divisionnaire Briec (invité saison 6)

- Commissaires divisionnaires Paris :
  - Stefan Godin : Commissaire Divisionnaire François (récurrent saisons 17 à 22)

#### Procureurs
- Procureurs Les Clairières :
  - Jean-Laurent Cochet : Procureur (principal saisons 1 et 2)
  - Claude Brécourt : Procureur Vincent Fabre (principal saisons 3 à 16)

- Procureurs Paris :
  - Nicolas Marié : Procureur (récurrent saison 22)

#### Médecins légistes
- Médecins légistes Les Clairières :
  - Gilles Détroit : le médecin légiste (principal saisons 1 à 3)
  - Laurent Spielvogel : le médecin légiste (principal saisons 4 à 8)
  - Paul Allio : François, le médecin légiste (principal saisons 9 à 16)

- Médecins légistes Paris :
  - Sandra Valentin : Audrey (récurrente saisons 17 à 21)

#### Enfants
- Jennifer Lauret : Sarah Lescaut, fille ainée de Julie et Paul (saisons 1 à 22)
- Joséphine Serre : Élisabeth « Babou » Lescaut, fille cadette de Julie et Paul (saisons 1 à 14, invitée saison 22)
- Nicolas Scellier : Romain Verdon, fils de Pierre (saisons 12 à 16)
- Loïc Nayet : Pavel Dimitrov, fils adoptif de Julie et Pierre (saisons 13 à 16)

#### Compagnon puis ex-compagnon
- François Dunoyer : Maître Pierre Verdon (saisons 12 à 16)

#### Ex-mari
- Pierre-Alain Chapuis (saison 1) puis François Marthouret[1] : Maître Paul Lescaut

#### Nounous
- Blanchette Brunoy : Madeleine, 1re nounou de Sarah et Babou (saisons 1 à 3)
- Julie Marboeuf : Pauline, 2e nounou de Sarah et Babou (saisons 3 à 4)

### Invités
- Mahmoud Zemmouri (Julie Lescaut « Pilote », 1992)
- Jean Rougerie (Julie Lescaut « Pilote », 1992)
- Michèle Moretti (Julie Lescaut « Pilote », 1992)
- Éric Prat (Julie Lescaut « Pilote », 1992 et Secrets d'enfants, 2004)
- Marianne Denicourt (Police des viols, 1993)
- Yann Babilée (Police des viols, 1993)
- François Berléand (Harcèlements, 1993)
- Christian Pereira (Harcèlements, 1993)
- Olivier Loustau (Harcèlements, 1993)
- Erick Deshors (Harcèlements, 1993)
- Lara Guirao (Harcèlements, 1993 et La Nuit la plus longue, 2000)
- Bruno Todeschini (Trafics, 1993)
- Jeanne Balibar (Trafics, 1993)
- Jean-Marie Winling (Trafics, 1993)
- Stéphanie Tchou-Cotta (Trafics, 1993)
- Miglen Mirtchev (Trafics, 1993 et L'orphelin, 2004)
- Jean Benguigui (Ville haute, ville basse, 1994)
- Claire Nebout (Ville haute, ville basse, 1994)
- Catherine Samie (Ville haute, ville basse, 1994)
- Didier Flamand (Ville haute, ville basse, 1994)
- Stéphane Bierry (Ville haute, ville basse, 1994)
- Cécile Garcia-Fogel (Rapt, 1994)
- Estelle Larivaz (Rapt, 1994)
- Sabine Naud (Rapt, 1994)
- Jean-Paul Comart (La Mort en rose, 1994)
- Marc Betton (La Mort en rose, 1994)
- Jacques Penot (Tableau noir, 1994)
- Roger Souza (Tableau noir, 1994)
- Agnès Château (Tableau noir, 1994)
- Maxime Leroux (Ruptures, 1994)
- Jean-Michel Leray (Ruptures, 1994)
- Ysé Tran (Ruptures, 1994)
- Nina Franoszek (L'enfant témoin, 1994)
- François-Régis Marchasson (Charité bien ordonnée, 1994)
- Claude Jade (Rumeurs, 1995)
- Yves Penay (Rumeurs, 1995)
- Nadine Spinoza (Rumeurs,1995)
- Pascal Jaubert (Rumeurs, 1995)
- Didier Bénureau (Rumeurs, 1995 et Cellules mortelles, 1997)
- Thibault de Montalembert (Week-end, 1995)
- Pascale Arbillot (Week-end et La Fiancée assassinée, 1995)
- Dora Doll (Recours en grâce, 1995)
- Hélène Médigue (Recours en grâce, 1995)
- Pierre Deny (Recours en grâce, 1995 et Mort d'un petit soldat, 1997)
- Jean Martin (La Fiancée assassinée, 1995)
- Jean-Pierre Malo (La Fiancée assassinée, 1995)
- Philippe Bas (La Fiancée assassinée, 1995 et Interdit au public, 1998)
- Barbara Schulz (La Fiancée assassinée, 1995)
- Jacques Frantz (La Fiancée assassinée, 1995)
- Natacha Amal (Double Rousse, 1995)
- Christiane Millet (Double Rousse, 1995)
- Julien Courbey (Double Rousse, 1995)
- Lisa Martino (Bizutage, 1995)
- Frédéric Pellegeay (Bizutage, 1995)
- Marie-Catherine Conti (Bizutage, 1995)
- Emma Colberti (Bizutage, 1995)
- Alika Del Sol (Bizutage, 1995)
- Rufus (Propagande noire, 1996)
- Saïd Amadis (Propagande noire, 1996)
- Laurence Charpentier (Propagande noire, 1996)
- Roger Dumas (Crédit revolver, 1996)
- Catherine Wilkening (Crédit revolver, 1996)
- Myriam Boyer (La Fête des mères, 1996)
- Jean-Yves Chatelais (La Fête des mères, 1996 et Une jeune fille en danger, 2002)
- Stéphane Jobert (La Fête des mères, 1996)
- Zinedine Soualem (La Fête des mères, 1996)
- Vincent Winterhalter (La Fête des mères, 1996)
- Patrick Fierry (Femmes en danger, 1996)
- Noémie Kocher (Femmes en danger, 1996)
- Catherine Hiegel (Le Secret des origines, 1996)
- Bernard Verley (Le Secret des origines, 1996)
- Bérénice Bejo (Abus de pouvoir, 1997)
- Anne Loiret (Abus de pouvoir, 1997)
- Hubert Saint-Macary (Abus de pouvoir, 1997)
- Ariane Séguillon (Cellules mortelles, 1997)
- Virginie Peignien (Cellules mortelles, 1997)
- Valérie Leboutte (Cellules mortelles, 1997)
- Luc Lavandier (Mort d'un petit soldat, 1997 et Amour blessé, 2002)
- Valérie Vogt (Mort d'un petit soldat, 1997)
- Philippe Magnan (Question de confiance, 1997)
- Philippe du Janerand (Question de confiance, 1997)
- Micky Sébastian (Question de confiance, 1997)
- Véronique Silver (Les Fugitives, 1998)
- Christine Dejoux (Les Fugitives, 1998)
- Edgar Givry (Les Fugitives, 1998)
- Arnaud Bedouët (Bal masqué, 1998)
- Yasmine Modestine (Bal masqué, 1998)
- Audrey Tautou (Bal masqué, 1998)
- Michel Creton (Piège pour un flic, 1998)
- Gabrielle Forest (Piège pour un flic, 1998)
- Jean-Claude de Goros (L'École du crime, 2000)
- François Caron (Délit de justice, 2000)
- Brigitte Chamarande (Délit de justice, 2000)
- Laurence Masliah (Les Surdoués et L'ex de Julie, 2000)
- Anne Le Ny (Les Surdoués, 2000)
- Marc Brunet (Les Surdoués, 2000)
- Jérémie Covillault (Les Surdoués, 2000 et Double vie, 2004)
- Georges Corraface (L'ex de Julie, 2000)
- Manuel Gélin (L'ex de Julie, 2000)
- Rudi Rosenberg (Destins croisés, 2000)
- Dominique Guillo (Destins croisés, 2000)
- Jocelyn Quivrin (Destins croisés, 2000)
- Claude Giraud (Soupçon d'euthanasie, 2000)
- Thomas Chabrol (Soupçon d'euthanasie, 2000)
- Lionnel Astier (Soupçon d'euthanasie, 2000)
- Sonia Vollereaux (Soupçon d'euthanasie, 2000)
- Daniel Ceccaldi (Le Secret de Julie, 2001)
- Daniel Duval (La Nuit la plus longue, 2001)
- Nathalie Roussel (À couteaux tirés, 2001)
- Michel Albertini (À couteaux tirés, 2001)
- Delphine Chanéac (Beauté fatale, 2001)
- Cécile Auclert (Jamais deux sans trois, 2002)
- Julien Cafaro (Jamais deux sans trois, 2002)
- Anne Canovas (Soupçons, 2003)
- Jérôme Pouly (Soupçons, 2003)
- Cris Campion (Hors la loi, 2003)
- Aurore Auteuil (Hors la loi, 2003)
- Laurent Lafitte (Hors la loi, 2003)
- Thierry Ragueneau (Sans pardon, 2004)
- Bruno Sanches (Sans pardon, 2004)
- Nicolas Marié (L'affaire Lerner, 2004)
- Christian Brendel (Mission spéciale, 2004)
- Guillaume Delorme (Mission spéciale, 2004)
- Alice Pol (Double vie, 2004)
- Olivia Brunaux (Justice est faite, 2005)
- Delphine Zentout (Justice est faite, 2005)
- Christian Charmetant (Frères d'armes, 2005)
- Delphine McCarty (Faux semblants, 2005)
- Franck Gourlat (Faux semblants, 2005)
- Josy Bernard (Faux semblants, 2005)
- Patrick Raynal (Une affaire jugée, 2006)
- Jacques Spiesser (Le droit de tuer, 2007)
- Élisa Servier (Écart de conduite, 2007)

## Épisodes
La série peut être divisée en deux parties : « Les Clairières » (soit les seize premières saisons, dans lesquelles l'héroïne est à la tête du commissariat des Clairières, une ville imaginaire de la banlieue parisienne) et « Paris » (les six dernières saisons, dans lesquelles elle travaille dans un commissariat parisien).

### Les Clairières

#### Saison 1 (1992)
1. Julie Lescaut (1) - épisode pilote

#### Saison 2 (1993)
1. Police des viols (2)
2. Harcèlements (3)
3. Trafics (4)

#### Saison 3 (1994)
1. Ville haute, ville basse (5)
2. Rapt (6)
3. La Mort en rose (7)
4. Tableau noir (8)
5. Ruptures (9)
6. L'Enfant témoin (10)
7. Charité bien ordonnée (11)

#### Saison 4 (1995)
1. Rumeurs (12)
2. Week-end (13)
3. Recours en grâce (14) - Passage de l'Inspecteur Christine Delage
4. La Fiancée assassinée (15)
5. Double Rousse (16) - Départ de l'Inspecteur Jean-Marie Trémois
6. Bizutage (17) - Arrivée de l'Inspecteur David Kaplan en remplacement de l'Inspecteur Jean-Marie Trémois

#### Saison 5 (1996)
1. Propagande noire (18)
2. Crédit revolver (19) - Arrivée de l'Inspecteur Céline
3. La Fête des mères (20)
4. Femmes en danger (21)
5. Le Secret des origines (22) - Départ de l'Inspecteur Céline

#### Saison 6 (1997)
1. Travail fantôme (23)
2. Abus de pouvoir (24)
3. Cellules mortelles (25)
4. Mort d'un petit soldat (26)
5. Question de confiance (27)

#### Saison 7 (1998)
1. Les Fugitives (28) - Arrivée du Lieutenant Zora Zaouida
2. Bal masqué (29)
3. Piège pour un flic (30)

#### Saison 8 (1999)
1. Arrêt de travail (31)
2. Interdit au public (32)
3. L'Affaire Darzac (33)

#### Saison 9 (2000)
1. L'École du crime (34)
2. Délit de justice (35) - Départ du Brigadier-chef Éric Léveil
3. Les Surdoués (36) - Arrivée du Brigadier-chef Rivet
4. L'Inconnue de la nationale (37)
5. L'ex de Julie (38)
6. Destins croisés (39)
7. La Mort de Jeanne (40)
8. Soupçon d'euthanasie (41)

#### Saison 10 (2001)
1. Le Secret de Julie (42)
2. La Nuit la plus longue (43)
3. À couteaux tirés (44)
4. Beauté fatale (45)
5. Disparitions (46)
6. Récidive (47)

#### Saison 11 (2002)
1. Une jeune fille en danger (48)
2. Amour blessé (49)
3. Jamais deux sans trois (50)

#### Saison 12 (2003)
1. La Tentation de Julie (51)
2. Le Voyeur (52)
3. Soupçons (53)
4. Pirates (54)
5. Hors-la-loi (55)
6. Vengeances (56)

#### Saison 13 (2004)
1. Un homme disparaît (57)
2. Un meurtre peut en cacher un autre (58)
3. Secrets d'enfants (59)
4. Affaire privée (60)
5. Sans pardon (61)
6. L'Affaire Lerner (62)
7. Le Mauvais Fils (63) - Départ d'Élisabeth dite « Babou », fille cadette de Julie

#### Saison 14 (2005)
1. L'Orphelin (64)
2. Mission spéciale (65) - Départ des Lieutenants Zora Zaouida et David Kaplan
3. Double vie (66) - Arrivée du Lieutenant Alice Lejeune et passage de l'Inspecteur Yann Guellec
4. Justice est faite (67) - Passage du Lieutenant Vincent Gautier
5. Frères d'armes (68)
6. Faux semblants (69)

#### Saison 15 (2006)
1. Instinct paternel (70) - Départ du Capitaine Justin N'Guma
2. Dangereuses rencontres (71) - Arrivée du Lieutenant Ségal
3. Une affaire jugée (72) - Départ du Lieutenant Alice Lejeune.

#### Saison 16 (2007)
1. Le droit de tuer (73) - Arrivée du Lieutenant Victoire Saint-Gilles
2. L'affaire du procureur (74)
3. Écart de conduite (75)
4. Une nouvelle vie (76) - Dernier épisode se déroulant aux Clairières

### Paris

#### Saison 17 (2008)
1. Julie à Paris (77) - Arrivées du Capitaine Roland Guétary et des Lieutenants Gilles Garnier et  Claire
2. Défendre jusqu'au bout (78) - Départ du Lieutenant Claire
3. Prédateurs (79) - Arrivée du Lieutenant Maud
4. Alerte enlèvement (80) - Départ du Lieutenant Maud

#### Saison 18 (2009)
1. Fragiles (81) - Arrivée du Lieutenant Kim Samay
2. Volontaires (82)
3. Les Intouchables (83)
4. Passions aveugles (84) - L'épisode est dédié à la mémoire de Gilles Thomas, scénariste de plusieurs épisodes et directeur de production, décédé le 1er août 2009, quelques mois avant la diffusion de cet épisode.

#### Saison 19 (2010)
1. La Morte invisible (85)
2. Contre la montre (86)
3. Rédemption (87)

#### Saison 20 (2011)
1. Immunité diplomatique (88)
2. Sortie de Seine (89)
3. La  Mariée du Pont-Neuf (90) - Départ du Lieutenant Kim Samay
4. Faux coupable (91)
5. Pour solde de tous comptes (92)
6. Les Risques du métier (93) -  Arrivée du Lieutenant Madeleine Mille

#### Saison 21 (2012)
1. Pauvre petite fille riche (94)
2. Cougar (95)
3. L'Aveu (96)
4. Sortez les violons (97) - Mort de Paul, ex-mari de Julie ; l'épisode est dédié à la mémoire de Mouss Diouf décédé quelques mois avant la diffusion de cet épisode.

#### Saison 22 (2013)
1. Les Disparus (98)
À la suite d'un jugement de divorce lui retirant la garde de ses enfants, Marc Bonin les enlève à la sortie de l'école et disparaît. Deux jours plus tard, son cadavre est retrouvé dans un parking : il s'est suicidé. Les enfants sont-ils morts ou les a-t-il cachés quelque part ? Un crime maquillé en suicide, la piste d'une blonde introuvable, un témoignage accablant… la pression monte. Julie entame une course contre la montre pour retrouver les deux enfants disparus.
2. L'Ami perdu (99) -  Mort du Commandant Vincent Motta.
Vincent Motta, collègue et ami cher à Julie Lescaut depuis plus de vingt ans, est retrouvé assassiné sur un quai du Canal Saint-Martin. Bouleversée, la commissaire n'a plus qu'une obsession : récupérer l'enquête et retrouver le meurtrier. En découvrant une enveloppe d'argent liquide au domicile de Motta, elle se met à le soupçonner de corruption. Mais décidée à ne pas salir la mémoire de celui qui l'a épaulée pendant si longtemps, elle garde ce secret pour elle. Il ne faudrait pas que Mado, qui vit une relation amoureuse avec David Kabel, le commissaire évincé de l'enquête, lui répète ces informations compromettantes...
3. Tragédie (100) - Arrivée du Lieutenant Caroline et départ du Lieutenant Madeleine Mille.
Julie et son équipe enquêtent sur le braquage d’une partie de poker clandestine au cours de laquelle Gilles est pris en otage...
4. Mère et filles (101) - Épisode final de la série (retour d’Élisabeth « Babou » pour cet épisode)
Les autorités organisent l'évacuation d'un squat, occupé par des altermondialistes. Mais la situation dégénère et une militante trouve la mort. Roland, présent pour effectuer un stage de sécurité publique, est accusé d'être responsable de ce décès. Julie doit gérer cette affaire, particulièrement complexe et délicate, surtout qu'elle a découvert que sa fille, Babou, qu'elle pensait à Singapour, était au nombre des squatteurs. Prise dans un imbroglio, Julie tente de faire tomber les trafiquants infiltrés dans l'organisation altermondialiste tout en affrontant les remises en question de Babou à propos de leur famille. Grâce à sa fille, Julie prend conscience d'être passée à côté de son rôle de mère et démissionne à la surprise de sa famille et collègues. À la fin de l'épisode, Babou rejoint sa mère et Roland et Sarah qui ont eu une petite fille. Julie s'apprête à vivre sa vie de grand-mère...

## Production

### Casting
L'idée de donner à Véronique Genest le rôle d'une femme commissaire de police remonte à 1987 lorsqu'elle interprète aux côtés de Christophe Malavoy et François Cluzet le rôle du commissaire Lemercier dans le film Association de malfaiteurs.

### Tournage
Les locaux du commissariat étaient initialement basés au 20 rue de la République, à Vanves (le bâtiment a été en grande partie démoli depuis dans le cadre de la rénovation de la Place de la République, seule la façade donnant sur cette dernière a été conservée),. Les intérieurs de la police judiciaire  dans les épisodes 77 à 81 ont été tournés dans un immeuble de bureaux situé au 26 quai Marcel-Boyer à Ivry-sur-Seine. Les épisodes 82 à 96 sont tournés dans la tour Montparnasse, les épisodes 97 à 101, sont tournés dans le quartier de la Défense dans la banlieue ouest de Paris[réf. nécessaire].
La série s'arrête en 2014 après un dernier tournage en juin 2013 avec l'épisode Mère et Filles (avec le retour pour l'épisode de Joséphine Serre dans le rôle de Babou).
Une partie du pilote a aussi été tournée à Meaux (77).

## Audience
Cette série rencontre un grand succès. Durant les années 1990, l'audience de la série dépassait fréquemment les 10 millions de téléspectateurs. Le record a été atteint en avril 1995 avec 12,3 millions. En 2012, Julie Lescaut a enregistré en moyenne 6,2 millions de téléspectateurs, en baisse par rapport aux 6,7 millions de 2011 et aux 7,1 millions de 2010.
Le dernier épisode de la série diffusé le 23 janvier 2014 a réuni 7,4 millions de téléspectateurs.

## Récompenses
- 7 d'or 1997 :
  - Meilleure comédienne de série pour Véronique Genest
  - Meilleur montage pour Catherine Chouchan
- 7 d'or 1999 : Meilleure comédienne de fiction pour Véronique Genest
- 7 d'or 2001 : Meilleure comédienne de fiction pour Véronique Genest
- Festival de la fiction TV de Saint-Tropez 2003 : Prix spécial du public à un héros de série pour Véronique Genest[7]

## Autour de la série
- Le roman original Julie Lescaut, dont découle la série a été écrit par Alexis Lecaye et est paru au Masque en 1992. Depuis, des novélisations ont été adaptées de la série Charité bien ordonnée et Tableau noir reprennent les épisodes du même titre. Elles ont été écrites par Christine Arnaud et sont parues chez J'ai lu[8].